# Habo missionskyrka
Habo missionskyrka är en kyrka i Habo i Sverige. Församlingen är ansluten till både Equmeniakyrkan och Svenska Alliansmissionen. Nuvarande kyrkobyggnad invigdes i mars 1983.

### Fotnoter
1. ↑  ”Församlingen”. Missionskyrkan Habo. Arkiverad från originalet den 19 augusti 2014. https://web.archive.org/web/20140819085055/http://www.missionskyrkanhabo.se/missionskyrkanhabo/extern/forsamlingen.htm. Läst 15 augusti 2014.
2. ↑  ”Församlingens historik”. Missionskyrkan Habo. Arkiverad från originalet den 19 augusti 2014. https://web.archive.org/web/20140819082638/http://www.missionskyrkanhabo.se/missionskyrkanhabo/extern/forsamlingens-historik.htm. Läst 15 augusti 2014.